# The Midnight After
The Midnight After (那夜凌晨，我坐上了旺角開往大埔的紅VAN) és una comèdia de terror de Hong Kong del 2014 pel·lícula dirigida per Fruit Chan i protagonitzada per Wong You-nam, Janice Man, Simon Yam, Kara Hui, Lam Suet, Chui Tien-you, Cheuk Wan-chi, Jiro Lee, Sam Lee i Jan Curious. La pel·lícula està basada en la novel·la web, Lost on a Red Mini Bus to Taipo de l'escriptor de Hong Kong de 25 anys sobrenomenat "Mr. Pizza" del fòrum d'Internet HKGolden. Va ser serialitzat per primera vegada en línia des de febrer fins a juliol de 2012 i després publicat en forma de llibre el juliol de 2012.
La pel·lícula es va estrenar a la secció Panorama del 64è Festival Internacional de Cinema de Berlín el 7 de febrer de 2014.

## Argument
Disset persones aborden un microbús de Hong Kong que va de Mong Kok a Tai Po. El conductor Suet, Yau Tsi-chi i Yuki, que estan visitant les seves respectives parelles; Fat, un gàngster envellit; Mook Sau-ying, venedor d'assegurances endevinadora; Shun, tècnic informàtic; Pat i Bobby, una parella casada; Blind Fai, drogodependent; Au Yeung Wai, un venedor de la botiga de música; Lavina, una dona tranquil·la i amb dents de cèrcol; Avió i Glu-Stick, nois sorollosos; i els estudiants universitaris Tsing, Peter, Dawg i Hung. Quan el minibús entra al Lion Rock Tunnel, Fat s'adona que el trànsit sembla desaparèixer, i diversos passatgers més comenten com s'han tornat tranquils els carrers. Els universitaris marxen a la primera parada i un d'ells es posa malalt de seguida.
A la segona parada, els passatgers arriben a creure que són les úniques persones que queden a Hong Kong. Proposen diverses explicacions, tot i que Mook insisteix que el destí els ha reunit per viure un esdeveniment paranormal. Abans de marxar, els passatgers intercanvien números de telèfon. La Yau i la Yuki se'n van juntes, i mentre la Yuki parla de trobar a faltar el seu xicot, la Yau veu un home amb una màscara antigàs, tot i que ell ho oculta a Yuki. Després de marxar, la Yau es troba amb els estudiants universitaris, tots ells ara malalts. Li demanen ajuda mentre es fonen davant ell. Yau es desvia per evitar-los amb la seva bicicleta mentre passa a gran velocitat, i l'últim estudiant restant el maleeix mentre mor. Yau creua el túnel per tornar a casa però no hi troba ningú.
Cadascun dels passatgers rep una trucada telefònica que inclou sorolls i xiscles mecànics. Es reuneixen en un sopar per parlar-ne, on Shun revela que hi ha realitzat una anàlisi d'àudio. Descodifica frases en anglès que Au Yeung reconeix com a lletres de la cançó de David Bowie "Space Oddity". Ningú n'entén la importància, tot i que Mook continua insistint en una interpretació paranormal. Després que cadascun descrigui els seus antecedents, Au Yeung esclata en flames per l'explosió per la seva electrònica i mor. Espantat, en Yau descriu l'home amb màscara antigàs, encara que Yuki afirma no haver estat amb ell en aquell moment. Yau veu un altre home amb una màscara de gas, i ell, Bobby i Fat persegueixen l'home.
Abans d'atrapar-lo, descobreixen el cos de Lavina, suposant que va ser violada abans de morir d'una malaltia possiblement contagiosa. L'home, que es va revelar que era japonès, afirma a través d'una aplicació de traducció mòbil estar allà per salvar-los a ells i a un antic company de classe de Yau. Yau nega haver-lo conegut. Mentre l'home japonès s'escapa, diu una cosa sobre "fuku", que van especular que podria ser una referència al accident nuclear de Fukushima I. Abans de tornar amb els altres, Yau rep una trucada telefònica de la seva xicota, Yi, en la qual afirma que fa sis anys que ha desaparegut. La trucada acaba bruscament mentre fa referències obliqües a Major Tom i Tai Mo Shan.
Bobby mor de sobte poc després del retorn de Yau. Fat envia a Suet a recuperar i repostar el seu autobús quan s'assabenta de la trucada telefònica d'en Yi. En el camí, Suet es veu obligat a matar un Blind Fai zombificat amb un ganivet. Al retorn de Suet, Glu-Stick acusa l'Airplane de violar Lavina, que era una lladre atractiva disfressada. Glu-Stick diu que Lavina va morir misteriosament durant la seva violació, però, sense deixar-se intimidar per la seva mort, Airplane va continuar agredint-la. Disgustats, els altres discuteixen de desterrar l'Airplane, tot i que Pat exigeix que l'Airplane sigui assassinat per difondre la infecció de Lavina i causar la mort d'en Bobby. Yau accepta de mala gana, i cadascú apunyala l'Airplane fins a la mort, excepte en Glu-Stick.
Mentre que Shun i Glu-Stick es desfan del cos de l'Airplane, l'Airplane ressuscita de sobte. Shun argumenta que el seu atac va ser el menys cruel i s'ofereix a ajudar l'Airplane a venjar-se dels seus assassins. Airplane accepta, només per ser matat de nou per Shun. Quan pugen al microbús per anar a Tai Mo Shan, el grup veu més persones amb màscara de gas acompanyades d'un blindatge. Dos dels blindats xoquen el microbús, però el vehicle danyat s'escapa i segueix el seu viatge. Després d'enfadar-se amb Glu-Stick, el desterren breument abans de permetre'l tornar a entrar, juntament amb Fai, que inexplicablement segueix viu. Mentre condueixen cap a Tai Mo Shan, una pluja vermella cau sobre el microbús, i diversos passatgers es penedeixen d'haver abandonat Tai Tai Po i tornar a Kowloon.

## Repartiment
- Wong You-nam com a Yau Tsi-chi
- Janice Man com a Yuki
- Simon Yam com a Fat
- Kara Hui com a Mook Sau-ying
- Lam Suet com a Suet, el conductor
- Chui Tien-you com a Shun
- Cheuk Wan-chi com a Pat
- Jiro Lee com a Bobby
- Sam Lee com a Blind Fai
- Jan Curious com Auyeung Wai
- Melodee Mak com a Lavina
- Ronnie Yuen com a Airplane
- Kelvin Chan com a Glu Stick
- Russell Zhou com a Tsing, estudiant universitari
- Zhang Chi com a Peter, estudiant universitari
- Sunday Yuen com a Dawg, estudiant universitari
- Wayne Si com a Hung, estudiant universitari
- Cherry Ngan com a Yi, la xicota de Yau Tsi-chi
- Endy Chow com a marca de naixement japonès

## Producció
Chan va dir que volia explicar diversos problemes a Hong Kong mitjançant metàfores. La pel·lícula no inclou la totalitat de la novel·la font, i Chan va dir que una seqüela era possible.

## Estrena
The Midnight After es va estrenar al Festival Internacional de Cinema de Berlín el 7 de febrer de 2014, la pel·lícula va ser estrenada a les sales de Hong Kong el 10 d'abril.

## Recepció
Film Business Asia va donar a la pel·lícula una puntuació de set sobre deu, referint-se a ella com "una comèdia de terror intensament local però estimulant que mostra Chan disparant a tots els pistons amb la seva energia indie d'abans." La ressenya també va assenyalar que "Alguns dels diàlegs, especialment a la segona meitat, comencen a frenar innecessàriament la pel·lícula i es podrien retallar de manera rendible sense perdre detalls, com a la secció de còmics més negres de la pel·lícula quan el grup activa un membre amb resultats desagradables." Maggie Lee de Variety va qualificar la pel·lícula de "retorn delirant" per a Chan que jugarà bé als fans del cinema de Hong Kong, tot i que va dir que no li interessa captar el públic principal. Lee va descriure "temes de l'exili i la mort" i un "missatge altament polític" sobre la pròpia Hong Kong. David Rooney de The Hollywood Reporter, en canvi, va criticar la manca de coherència tonal de la pel·lícula, titllant-la de "temorosa tira còmica de cataclisme urbà".
Taipei Trends va escriure: "L'immens contrast i les reaccions ridículament inadequades dels personatges al que passa al seu voltant, així com les personalitats fortes de cadascun d'ells, realment estableix l'ambient d'una manera bona". Tanmateix, també va afegir, "Si bé el la pel·lícula continua entretenint, aviat es fa evident que cap dels misteris que s'han construït mai es respondrà."